# Station Wierden
Station Wierden is gelegen aan de spoorlijn Zwolle - Almelo en werd op 1 januari 1881 geopend. Vanaf 1888 liep ook de spoorlijn Deventer - Almelo langs Wierden. In eerste instantie lagen er twee enkelsporige spoorlijnen naast elkaar tussen Wierden en Almelo. De spoorlijnen uit Zwolle en Deventer werden namelijk door verschillende maatschappijen geëxploiteerd, respectievelijk de Staatsspoorwegen en de HIJSM. Toen de maatschappijen na jarenlange concurrentie gingen samenwerken, werd de spoorlijn omgebouwd tot een normale dubbelsporige lijn.
In 1951 werd de spoorlijn Deventer - Almelo geëlektrificeerd. Spoor 3, waar doorgaans de treinen Enschede - Zwolle stoppen, is pas in 2016 van bovenleiding voorzien (samen met de rest van de spoorlijn Wierden - Zwolle).
Het oorspronkelijke stationsgebouw uit 1881 was van het standaardtype Heino groot, een van de standaardtypen van de tweede generatie Waterstaatstations. Het gebouw werd in 1965 vervangen door een nieuw gebouw van het type Douma standaard, ontworpen door architect Cees Douma. Het loket heeft later plaatsgemaakt voor een cafetaria.

## Treinverbindingen
| Serie      | Treinsoort        | Route                                                        | Bijzonderheden                      |
| ---------- | ----------------- | ------------------------------------------------------------ | ----------------------------------- |
| 7000       | Sprinter (NS)     | Apeldoorn – Deventer – Wierden – Almelo – Hengelo – Enschede | Rijdt in de spits van/naar Enschede |
| 7900 RS 23 | Sprinter (Keolis) | Zwolle – Wierden – Almelo – Hengelo – Enschede               | Onderdeel van Blauwnet              |

Tussen december 2009 en 1 april 2013 reed de 7900-serie niet verder dan Nijverdal in verband met de aanleg van de spoortunnel. In de avonden rijden sommige NS-sprinters richting Apeldoorn niet verder dan Deventer.

## Perrons en sporen
- Perron 1
  - Spoor 1: Keolis Sprinter naar Enschede en NS sprinter naar Almelo (in de spits door naar Enschede)
- Perron 2
  - Spoor 2: NS Sprinter naar Apeldoorn (in de avond soms tot Deventer)
  - Spoor 3: Keolis Sprinter naar Zwolle (voorheen ook de Sprinter uit Zwolle)

## Afbeeldingen

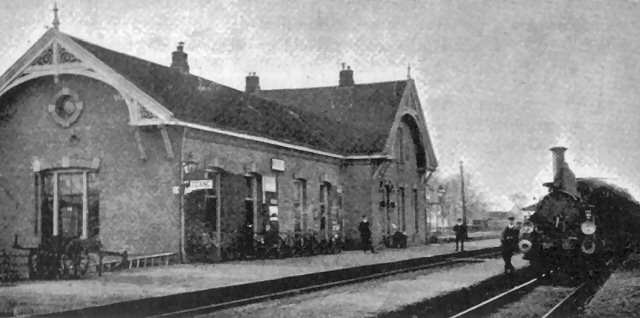
Het oorspronkelijke stationsgebouw te Wierden
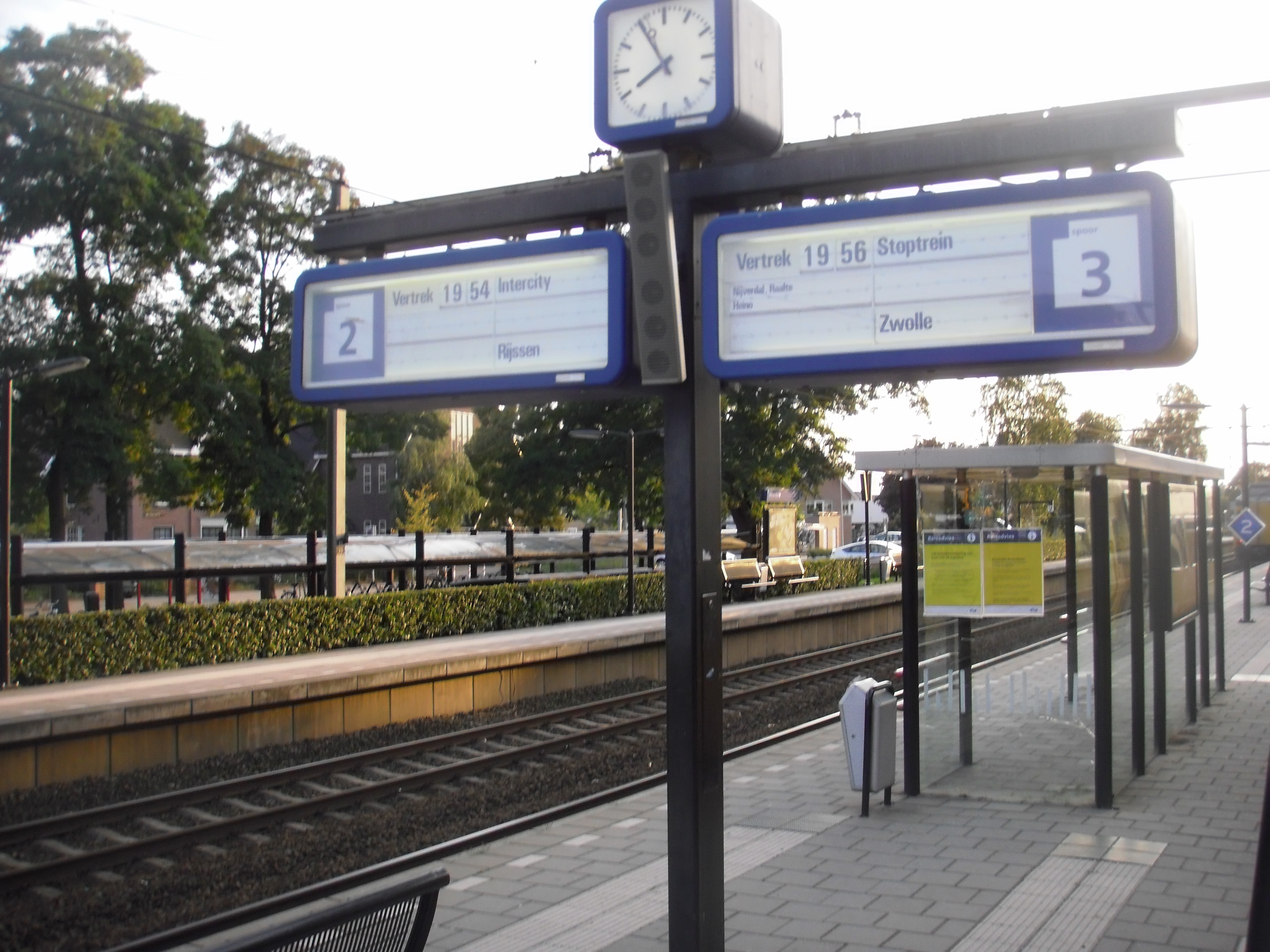
Het station in 2009
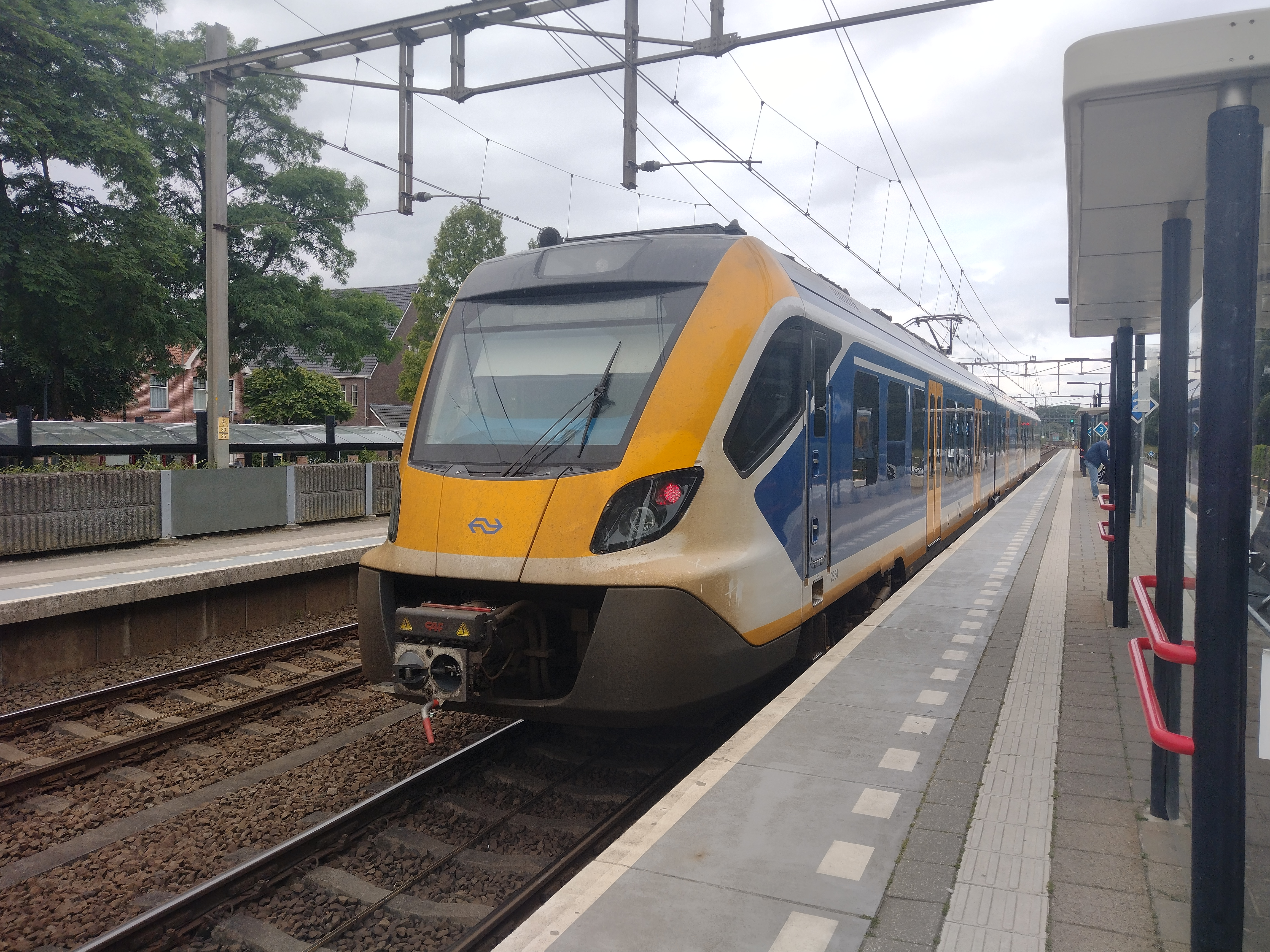
SNG op het station
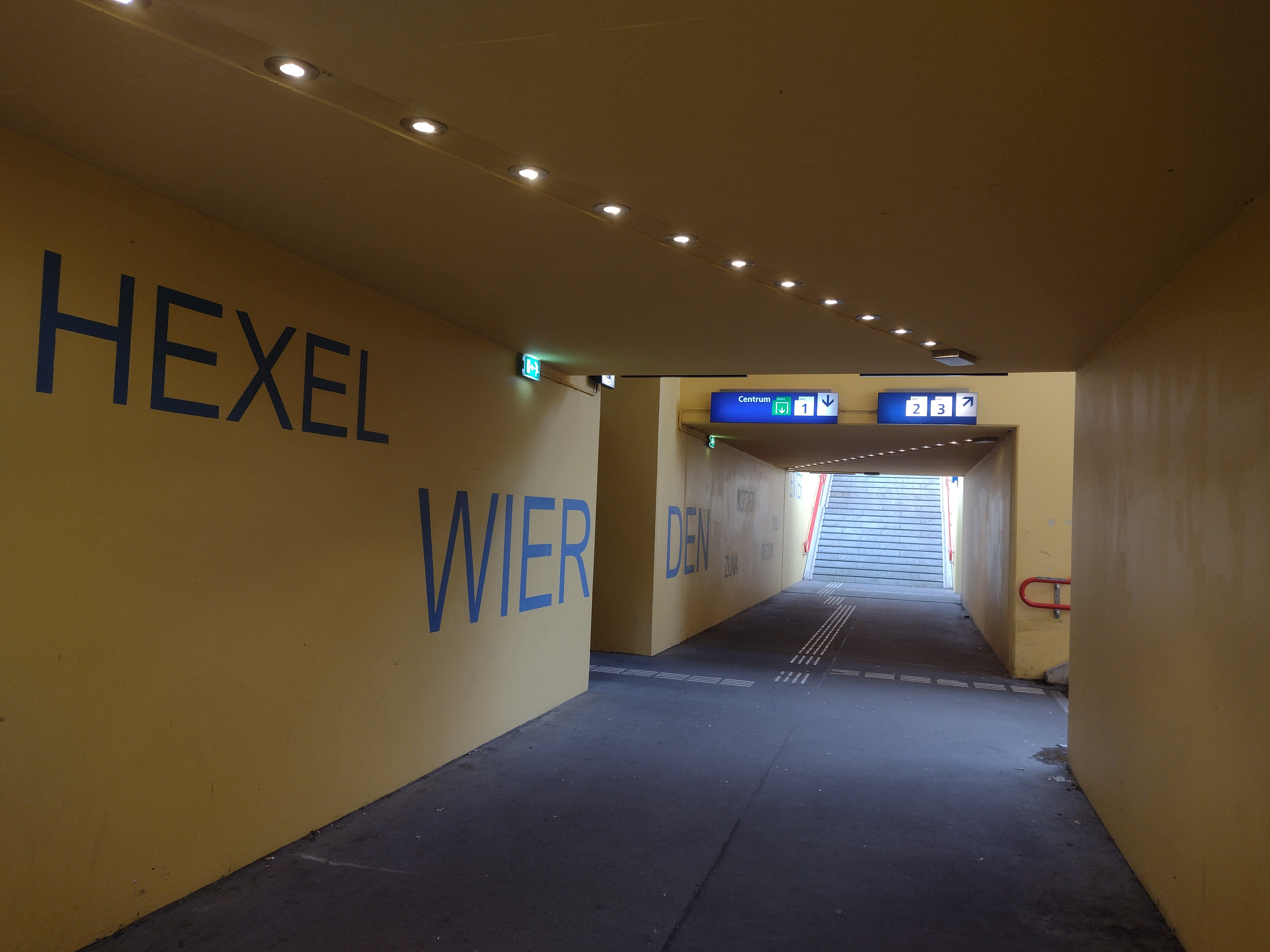
Achteringang

## Ontwikkeling aantal reizigers
Het aantal door NS vervoerde reizigers (per gemiddelde werkdag) ontwikkelde zich sedert 2019 als volgt:
| Jaar | Aantal reizigers |
| ---- | ---------------- |
| 2019 | 1.217            |
| 2020 | 592              |
| 2021 | 666              |
| 2022 | 949              |
| 2023 | 1.076            |
| 2024 | 986              |

Almelo · 
-De Riet · 
Borne · 
Daarlerveen · 
Dalfsen · 
Delden · 
Deventer · 
-Colmschate · 
Enschede · 
-De Eschmarke · 
-Kennispark · 
Glanerbrug · 
Goor · 
Gramsbergen · 
Hardenberg · 
Heino · 
Hengelo · 
-Gezondheidspark ·
-Oost · 
Holten · 
Kampen · 
-Zuid ·
Mariënberg · 
Nijverdal · 
Oldenzaal ·
Olst · 
Ommen · 
Raalte ·
Rijssen · 
Steenwijk · 
Vriezenveen · 
Vroomshoop · 
Wierden · 
Wijhe · 
Zwolle · 
-Stadshagen
Stations van de Museum Buurtspoorweg:
Haaksbergen · Zoutindustrie · Boekelo

Voormalige stations: zie de lijst van voormalige spoorwegstations in Overijssel
0,0: Deventer ·
4: Deventer Colmschate ·
4,1: Colmschate ·
7: Bannink ·
9: Bathmen ·
14: Dijkerhoek ·
19: Holten ·
26: Rijssen ·
29: Notter ·
34: Wierden ·
39: Almelo ·
0: Zwolle ·
7,5: Laag Zuthem ·
12,4: Heino ·
18,1: Raalte ·
25,3: Haarle ·
30,1: Nijverdal West ·
31,3: Nijverdal ·
31,7: Nijverdal ·
39,8: Wierden ·
44,8: Almelo